# Palaiokklísi
Palaiokklísi är en ort i Grekland.   Den ligger i prefekturen Nomós Kardhítsas och regionen Thessalien, i den centrala delen av landet, 220 km nordväst om huvudstaden Aten. Palaiokklísi ligger 119 meter över havet och antalet invånare är 885.
Terrängen runt Palaiokklísi är platt åt nordost, men åt sydväst är den kuperad.Runt Palaiokklísi är det tätbefolkat, med 276 invånare per kvadratkilometer. Närmaste större samhälle är Karditsa, 5,1 km öster om Palaiokklísi. Trakten runt Palaiokklísi består till största delen av jordbruksmark.